# Echiniscus tenuis
Echiniscus tenuis är en djurart som tillhör fylumet trögkrypare, och som beskrevs av Ernst Marcus 1928. Echiniscus tenuis ingår i släktet Echiniscus och familjen Echiniscidae. Inga underarter finns listade i Catalogue of Life.